# Wheels
«Wheels» (рус. Колёса) — девятый эпизод первого сезона американского музыкального телесериала «Хор», показанный телеканалом Fox 11 ноября 2009 года. Его режиссёром стал Пэрис Баркли, а сценаристом — Райан Мёрфи. По сюжету хористы решают продавать выпечку, чтобы собрать денег на автобус для инвалидов, так как Арти Абрамс не может ехать с ними на отборочные без специального оборудования для инвалидных кресел. Тем временем Куинн требует у Финна возмещения расходов по беременности, и Пак предлагает ей взять финансовую часть на себя, а Курт Хаммел и Рейчел соревнуются за право петь женскую сольную партию.
Актёр Кевин Макхейл назвал эпизод самым серьёзным на тот момент во всем сериале, а Райан Мёрфи — «поворотным моментом». В эпизоде появляются два новых персонажа — Бекки Джексон, роль которой исполняет Лоурен Поттер, и Джин Сильвестр, которую сыграла Робин Троки. В серии были исполнены пять кавер-версий композиций, а песня «Dancing With Myself» стала первой сольной партией Арти Абрамса в хоре. Помимо этого, персонажи Курта Хаммела и Рейчел Берри исполнили партию «Defying Gravity» из мюзикла «Злая», которая стала первым номером, где был продемонстрирован контртенор актёра Криса Колфера, и была выпущена в качестве сингла. Композиция добралась до 58 места в австралийском чарте, 28 в Канаде и 31 в Соединённых Штатах.. Танцевальный номер в инвалидных креслах под песню «Proud Mary» был поставлен хореографом Заком Вудли, который назвал его «самым страшным» номером на тот момент.

## Сюжет
Директор Фиггинс (Айкбал Теба) сообщает Уиллу Шустеру (Мэтью Моррисон), что школьный бюджет не может покрыть предоставление им для поездки на отборочные автобуса с площадкой для инвалидного кресла, а потому Арти (Кевин Макхейл) придётся ехать отдельно от остальных хористов. Уилл предлагает участникам хора собрать средства для автобуса, чтобы Арти мог ехать с ними, и предлагает каждому провести одну неделю в инвалидном кресле, чтобы понять, что это такое. Тем временем Куинн (Дианна Агрон) приносит Финну (Кори Монтейт) очередной счёт, связанный с расходами по её беременности, и грозит порвать с ним, если он не будет платить. Пак (Марк Саллинг) обвиняет Финна, что тот делает недостаточно для поддержки Куинн в такой ситуации. Пак решает сам оплатить часть счетов Куинн и придумывает трюк, благодаря которому студенты начинают покупать кексы, продаваемые хористами. Он приносит Куинн деньги, однако та отказывается их принять, но извиняется, что называла его неудачником. Финну с помощью Рейчел (Лиа Мишель) удаётся найти работу.
Курт (Крис Колфер) и Рейчел (Лиа Мишель) борются за право исполнить женскую сольную партию «Defying Gravity». Когда она достаётся Рейчел, отец Курта, Барт (Майк О’Мэлли), жалуется директору Фиггинсу, что это дискриминация. Курт соглашается на прослушивание, и тот, кто исполнит её лучше, получит право петь соло с основном номере. Отец Курта получает анонимный телефонный звонок с оскорблениями о сексуальной ориентации его сына, и Курт намеренно фальшивит на одной из нот, чтобы  оградить отца от преследования гомофобами и не подливать масла в огонь исполнением женских партий.
Арти рассказывает историю о том, как он стал инвалидом после автокатастрофы в возрасте восьми лет, своей подруге по хору Тине (Дженна Ашковиц). Он говорит ей, что его инвалидность и её дефект речи делает их своего рода «родственными душами», однако Тина признаётся, что подделывает заикание с шестого класса, чтобы отвлечь от себя внимание.
Сью Сильвестр (Джейн Линч) проводит отбор на место Куинн в команде поддержки. На её место она выбирает Бекки Джексон (Лоурен Поттер) — второкурсницу с синдромом Дауна. Уилл Шустер подозревает, что у Сью есть какой-то скрытый мотив, особенно после того, как она жертвует деньги на финансирование трёх пандусов для инвалидов. Позже выясняется, что родная сестра Сью, Джин (Робин Троки), страдает синдромом Дауна и живёт в специальном учреждении. Сью регулярно посещает её и проводит с ней время. Серия заканчивается танцевальным номером «Proud Mary», который хористы исполняют в инвалидных креслах как дань уважения Арти Абрамсу.

## Реакция

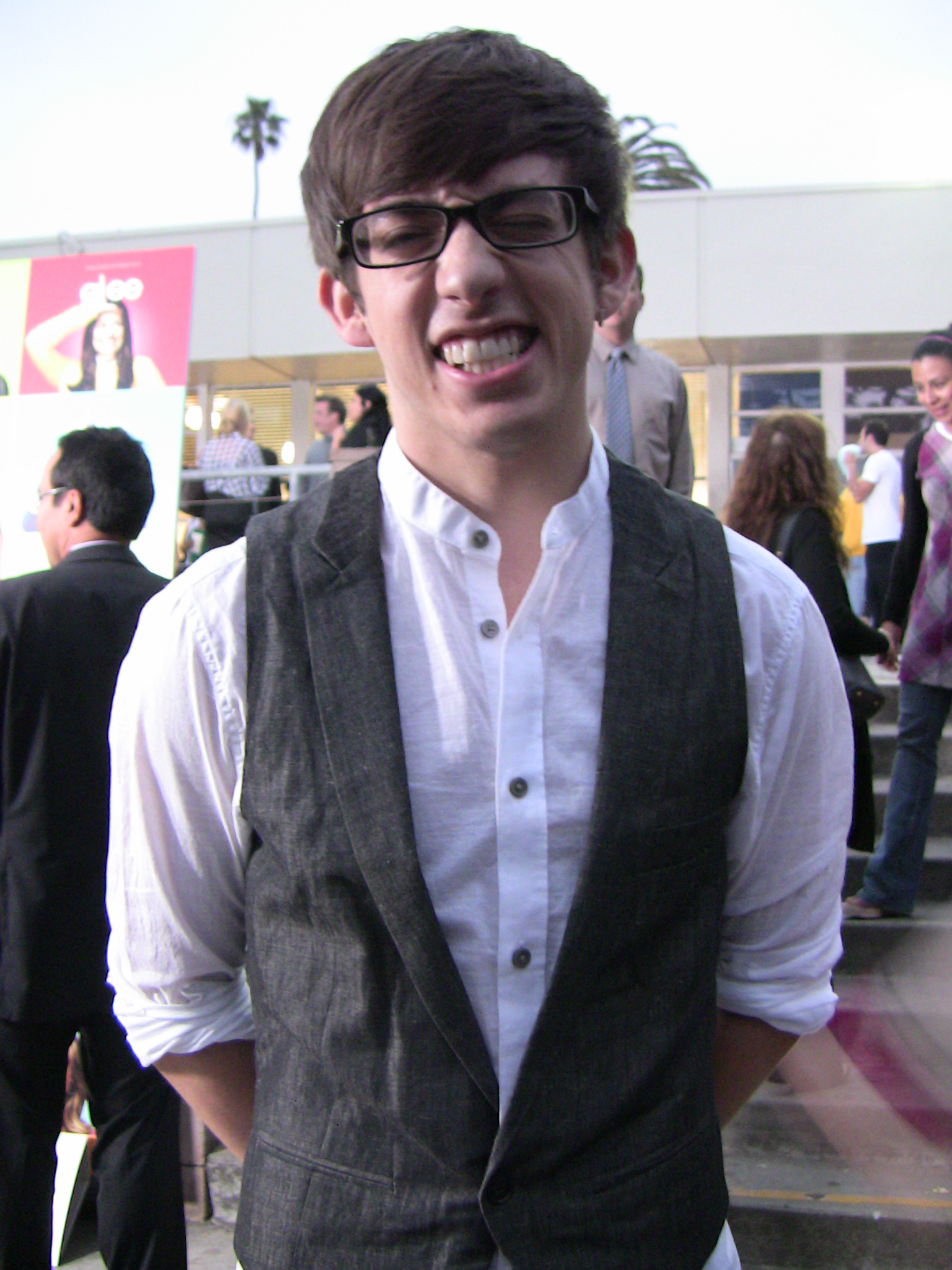
Исполнитель роли Арти Абрамса актёр Кевин Макхейл

Эпизод посмотрели 7,35 млн американских телезрителей. В Канаде эпизод занял 28 строчку в списке самых популярных телепрограмм недели с количеством просмотров в 1,69 млн. В Великобритании серию посмотрели 1,8 млн зрителей, что сделало его в очередной раз самым популярным шоу на телеканалах E4 и E4 +1 за неделю, а также самым популярным шоу в кабельной телесети в целом.
За работу над серией режиссёр Пэрис Баркли был номинирован на премию Гильдии режиссёров Америки в номинации «Лучшая режиссура комедийного сериала», где соревновался с Райаном Мёрфи, который был номинирован в той же категории за пилотный эпизод «Хора». На 62-й церемонии вручения прайм-тайм премии «Эмми» Баркли был номинирован в категории «Лучшая режиссёр комедийного телесериала», снова соперничая с пилотным эпизодом Мёрфи, а Майк О’Мэлли был номинирован в категории «Лучший приглашённый актёр в комедийном сериале» за его роль Барта Хаммела. За работу над серией «Wheels» музыкальный продюсер эпизода Филлип Палмер, а также команда в лице Джозефа Эрла-младшего и Дуга Эндхема, работавшая над переаранжировкой композиций и подготовкой кавер-версий, были номинированы в категории «Выдающиеся достижения в области микширования звука в телесериале» во время вручения наград Cinema Audio Society Awards в 2009 году. Помимо этого, серия получила в 2010 году награду Американской телевизионной академии.